# Foodie Love
Foodie Love est une série télévisée espagnole sortie en 2019, réalisée par Isabel Coixet, qui narre l'aventure de deux trentenaires célibataires à Barcelone qui se rencontrent au gré de repas.

## Distribution
- Laia Costa : elle
- Guillermo Pfening : lui
- Yolanda Ramos : la barmaid Yolanda
- Tony Thornburg : Jun
- Agnès Jaoui : la femme française
- Natalia de Molina : Natalia
- Greta Fernández : Greta
- Malcolm McCarthy : le premier livreur
- Eloi Costa (es) : le second livreur
- Luciana Littizzetto : la glacière
- Nausicaa Bonnín : la troisième livreuse
- Marina Campos Albiol : la barmaid Marina
- Ferran Adrià ; lui-meme
- Igor Mamlenkov ; chauffeur de taxi